# Kantyschewo
Kantyschewo (russisch Кантышево, inguschisch ТӀой-Юрт/Thoj-Jurt) ist ein Dorf (selo) in der Republik Inguschetien (Russland) mit 15.706 Einwohnern (Stand 14. Oktober 2010).

## Geographie
Der Ort liegt am Nordrand des Großen Kaukasus am rechten Ufer der Kambilejewka, eines rechten Nebenflusses des Terek. Kantyschewo gehört zum Rajon Nasran und liegt gut 10 Kilometer westlich von dessen Verwaltungszentrum, der Großstadt Nasran, sowie 15 Kilometer nordwestlich der neuen inguschetischen Hauptstadt Magas. Von beiden Städten ist Kantyschewo durch einen schmalen, sich weiter nach Norden erstreckenden Streifen Territoriums der Nachbarrepublik Nordossetien-Alanien getrennt. In Nordossetien-Alanien liegt auch knapp 10 km südwestlich von Kantyschewo die Stadt Beslan.

## Geschichte
Aus dem weiter östlich gelegenen Dorf Surchachi stammende inguschische Bauern siedelten sich in der Gegend des heutigen Kantyschewo im Jahre 1812, nach anderen Angaben bereits um 1770 an. Der Ort selbst entstand 1858, als die bestehenden Einzelgehöfte und Kleinsiedlungen von den russischen Behörden zu einem Dorf zusammengefasst wurden. Es wurde nach dem ersten Dorfoberhaupt Ghantysch Thoj (ГӀантыш ТӀой) benannt, im Inguschischen nach dem Vornamen, im Russischen nach dem Patronym der russifizierten Form des Namens, Toi Kantyschewitsch Dolgijew.
Bis in die 1890er-Jahre stand unweit des Ortes ein zwei Meter hoher Grab- oder Gedenkstein mit griechischer Inschrift, die seine Datierung auf das Jahr 1581 ermöglicht und auf die damalige Verbreitung des Christentums in dem Gebiet hindeutet. In Folge galt der Stein als verschollen, bis er 2008 in einem Magazin des Historischen Museums in Moskau wiedergefunden wurde.
Im Zusammenhang mit der Deportation der Inguschen und Liquidation der Tschetscheno-Inguschischen ASSR erhielt das Dorf 1944 den ossetisch-russischen Namen Nartowskoje und wurde mit Osseten besiedelt. Nach Rückkehr der Inguschen ab 1957 wurde der alte Ortsname wiederhergestellt.
Am 16. Februar 2005 sprengte sich in Kantyschewo der aus Kuwait oder Saudi-Arabien stammende, seit 2002 für die tschetschenischen Rebellen kämpfende Abu Zaid selbst in die Luft, nachdem er dort in seinem Versteck von russischen Sicherheitskräften umstellt worden war. Er galt als direkter Abgesandter der Al-Qaida und wurde der Beteiligung an der Geiselnahme von Beslan im September 2004 beschuldigt.

### Bevölkerungsentwicklung
| Jahr | Einwohner |
| ---- | --------- |
| 1979 | 5.694     |
| 2002 | 15.737    |
| 2010 | 15.706    |

Anmerkung: Volkszählungsdaten

## Wirtschaft und Infrastruktur
Hauptwirtschaftszweig ist die Landwirtschaft, vorwiegend Anbau von Mais und anderen Getreidearten.
Über die Straße R296 ist Kantschewo an die Fernstraße R217, die von Pawlowskaja in der Region Krasnodar entlang dem Kaukasusnordrand zur aserbaidschanischen Grenze verläuft, angebunden. Der nächste Bahnhof liegt auf dem Territorium Nordossetien-Alaniens an der Eisenbahnstrecke Beslan – Grosny – Gudermes. Unmittelbar südlich, links des Flüsschens Kambilejewka, liegt auch der Flughafen Beslan (ICAO-Code URMO, früher Militärflugplatz).